# Hôpital Tenon
Pour les articles homonymes, voir Tenon (homonymie).
L'hôpital Tenon est un hôpital situé 4, rue de la Chine, dans le 20e arrondissement de Paris. Il fait partie de l'Assistance publique - Hôpitaux de Paris (AP-HP) et plus précisément du groupe hospitalo-universitaire AP-HP Sorbonne Université. Il est notamment réputé pour ses services d'urologie, de pneumologie, de gynécologie et de radiologie interventionnelle. Il est accrédité par la Haute Autorité de santé.

## Origine du nom
L'hôpital porte le nom du chirurgien Jacques Tenon (1724-1816).

## Historique
La construction de l'hôpital commence en 1870, sur les plans de l'architecte Marie-Étienne Billon, mais doit être interrompue pendant la guerre de 1870 puis la Commune de Paris. L'hôpital ouvre en 1878, sous le nom d'hôpital de Ménilmontant. Mais dès février 1879, lui est attribué le nom de Jacques Tenon, chirurgien du XVIIIe siècle qui en avait dessiné les principes de construction et d'organisation dans son « Mémoire des hôpitaux de Paris ».
L'hôpital Tenon voit naître, le 19 décembre 1915, la chanteuse Édith Piaf. En 2019 l'artiste français Hom Nguyen rend hommage à Édith Piaf en réalisant son portrait qui est exposé à l’entrée de l’aile Meyneil. Une fresque géante couvre également le mur extérieur de l'établissement : Joseph Pleigneur, dit Manda, poignarde Leca sortant de Tenon avec Amélie Élie, surnommée Casque d'Or, ce qui inspira le film de même nom au cinéaste Jacques Becker. L'anarchiste ukrainien Nestor Makhno y meurt le 25 juillet 1934. Gabriel Richet fonda en 1961 un célèbre service de néphrologie.
Un service de traitement par le radium est inauguré ici le 20 novembre 1922. L’hôpital réussit la première fécondation in vitro aboutissant à la naissance de triplés, le 4 janvier 1985.

## Affaire judiciaire
En 2022, Émile Daraï, chirurgien spécialisé dans la prise en charge de l’endométriose et de cancers gynécologiques (dans le service duquel a travaillé Chrysoula Zacharopoulou), qui exerce au sein de l'hôpital, fait l'objet de 28 plaintes pour violence et pour viol (environ 150 femmes ont relaté des faits analogues) selon l'association Stop aux violences obstétriques et gynécologiques (Stop VOG). Une information judiciaire a été ouverte pour « violences par personne chargée d’une mission de service public ».

## Accès
L'hôpital est desservi par les lignes de métro 3 et 3 bis à la station Gambetta.
Bus n° 64 (avenue Gambetta).
Il est encadré à l'est par la rue Pelleport, à l'ouest par le square Édouard-Vaillant, au sud par la rue Belgrand, et au nord par l'avenue Gambetta.

### Filmographie
- Notre corps, documentaire de Claire Simon, 2023.